# Le Facteur de Saint-Tropez
Pour les articles homonymes, voir Tropez.
Pour plus de détails, voir Fiche technique et Distribution.
Le Facteur de Saint-Tropez est une comédie française réalisée par Richard Balducci, sortie en 1985.

## Synopsis
Robin est le facteur de Saint-Tropez. Vivant en bordure de la commune, dans une maison aux prises avec les différentes pollutions rejetées par les industries alentour ramenées par les vents, il est actif militant écologiste, se fendant de diverses actions à son échelle envers les pollueurs en tout genre. Il est en cela parfois aidé par son meilleur ami, Antonin, l'adjudant de gendarmerie de la ville, et par une bande de jeunes branchés acquis à sa cause. Pour ne rien arranger, une forte rivalité s'installe entre lui et son ex-femme, qui n'est autre que la mairesse de la commune. Cette dernière envisage d'installer un casino pour attirer argent et touristes. Pour Robin, c'en est trop, pollution et corruption, il est temps d'agir...

## Fiche technique
- Réalisation : Richard Balducci
- Scénario : Pierre Aknine et Richard Balducci
- Dialogues : Richard Balducci
- Photographie : Marcel Combes
- Producteur : François V. Anastassijos
- Décors : Laurent Puibourdin
- Musique : Michaële Steve et Pascal Steve
- Son : Gérard Barra
- Montage : Michel Lewin
- Sortie : 31 juillet 1985
- Durée : 88 minutes
- Genre : comédie

## Distribution
- Paul Préboist : Robin Bellefeuille, le facteur
- Marion Game : Chantal Sagazan, madame le maire
- Henri Génès : Antonin Ficelle, l'adjudant gendarme
- Michel Galabru : Charles de Lespinasse, le député, adjoint au maire
- Manuel Gélin : Julien
- Sabrina Belleval : Julia
- France Rumilly : Mère Clotilde
- Carlo Nell : Roland
- Nathalie Kowska : Nicole Sagazan
- Brigitte Borghese : Hélène de Lespinasse, l'épouse du député
- Manault Didier : Isabelle
- Sophie Mejean : Jeanine
- Françoise Blanchard : Maria Ficelle, l'épouse nymphomane du gendarme
- Jacques Francel : Monsieur le Curé ("Merdum, merdum, Oh merdum !")
- Brigitte Chamak : Anne-Marie
- Jean-Pierre Récamier : Capucci
- Jean-Marie Vauclin : Patrick
- Daniel Darnault : Léon

## Autour du film
- On retrouve dans ce film deux acteurs qui avaient été des personnages très actifs dans la série des Gendarmes de Jean Girault vingt ans plus tôt : Michel Galabru, qui était adjudant dans la série des Gendarmes, tient maintenant le rôle du député-maire adjoint, et France Rumilly qui reprend dans deux courtes scènes son rôle de Sœur Clotilde, religieuse déjantée autrefois folle du volant dans sa 2 CV et qui maintenant s'adonne aux joies de l'ULM sur la plage.